# 紙衣
紙衣（かみこ、かみころも、かみきぬ、しえ[古語]）は和紙を材料とした着物のことである。紙子（かみこ）とも言う。

## 概要
平安中期に和紙が大量生産されて普及した結果、紙が本来の目的以外に利用されるようになり、もともと麻クズを原料にして製造されている和紙は衣料として利用されるようになった。
絹の衣よりも安価なため、低所得者が利用する着物と思われがちだが、丈夫で持ち運びに便利なため、武士や俳人などが好んで利用し、性空や親鸞が愛用していたことでも知られる。

## 製作方法
紙衣の原料には特に粘り強い紙を必要とし、十文字漉きされた繊維の絡みが強い美濃十文字紙など上質で厚い和紙が使用された。そして、それを柿渋を引いては乾かす作業を複数回行って晴天の日に一夜晒し、足で踏んだり手で揉んだりして柔らかくして紙衣を製造した。